# Headquarters (The Monkees-album)
Az 1967-es Headquarters a The Monkees harmadik nagylemeze. Ez az album az első, melynek nagy részét a zenekar tagjai írták és rögzítették. A Billboard 200 listán az első helyig jutott, és kétszeres platinalemez lett az Egyesült Államokban. Szerepel az 1001 lemez, amit hallanod kell, mielőtt meghalsz című könyvben.

## Az album dalai
| 1. | You Told Me                    | Michael Nesmith                                       | 2:22 |
| 2. | I'll Spend My Life With You    | Tommy Boyce, Bobby Hart                               | 2:23 |
| 3. | Forget That Girl               | Douglas Farthing-Hatlelid                             | 2:21 |
| 4. | Band 6                         | Micky Dolenz, Davy Jones, Michael Nesmith, Peter Tork | 0:38 |
| 5. | You Just May Be the One        | Michael Nesmith                                       | 2:00 |
| 6. | Shades of Gray                 | Barry Mann, Cynthia Weil                              | 3:20 |
| 7. | I Can't Get Her Off Of My Mind | Tommy Boyce, Bobby Hart                               | 2:23 |

| 1. | For Pete's Sake                | Joey Richards, Peter Tork                             | 2:10 |
| 2. | Mr. Webster                    | Tommy Boyce, Bobby Hart                               | 2:02 |
| 3. | Sunny Girlfriend               | Michael Nesmith                                       | 2:31 |
| 4. | Zilch                          | Micky Dolenz, Davy Jones, Michael Nesmith, Peter Tork | 1:05 |
| 5. | No Time                        | Hank Cicalo                                           | 2:09 |
| 6. | Early Morning Blues and Greens | Diane Hildebrand, Jack Keller                         | 2:00 |
| 7. | Randy Scouse Git               | Micky Dolenz                                          | 2:35 |

## Közreműködők
- Michael Nesmith – ének, pedal steel gitár, hathúros gitár, tizenkéthúros gitár, orgona
- Davy Jones – ének, csörgődob, jawbone, maracas stb.
- Micky Dolenz – ének, dobok, gitár
- Peter Tork – ének, billentyűk, tizenkéthúros gitár, basszusgitár, öthúros bendzsó
- Chip Douglas – basszusgitár
- John London – basszusgitár a The Girl I Knew Somewhere és All of Your Toys dalokon
- Vince DeRosa – kürt a Shades of Gray-en
- Fred Seykora – cselló a Shades of Gray-en
- Jerry Yester – gitár a No Time-on
- Keith Allison – gitár a No Time-on